# تپه کانی تپ
تپه کانی تپ مربوط به دوران پیش از تاریخ ایران باستان - عصر مس و سنگ - عصر آهن است و در شهرستان قروه، بخش ئیلاق، دهستان ییلاق جنوبی، روستای هندی بلاغ واقع شده و این اثر در تاریخ ۶ اسفند ۱۳۸۵ با شمارهٔ ثبت ۱۷۴۴۲ به‌عنوان یکی از آثار ملی ایران به ثبت رسیده است.